# Psychofarmakoterapia

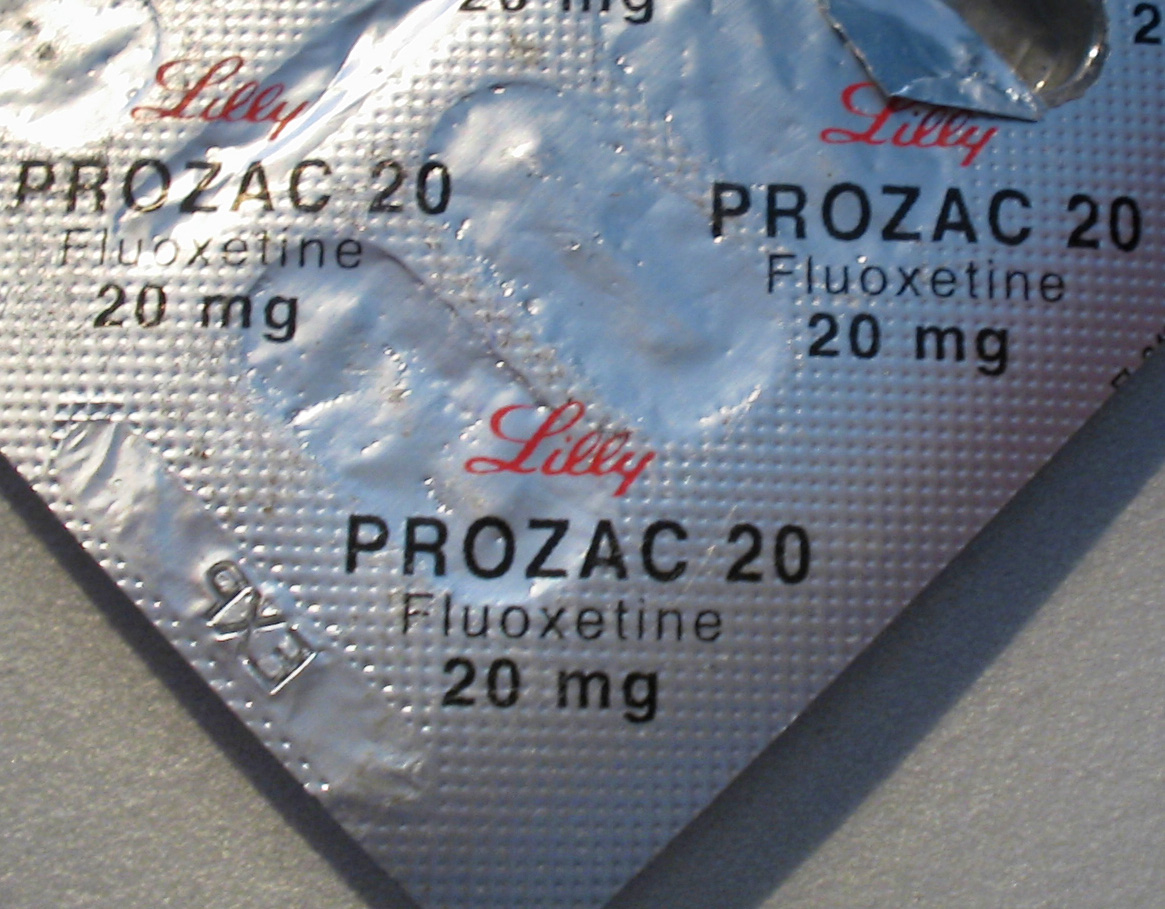
Fluoksetyna (tutaj pod postacią popularnego niegdyś preparatu Prozac) jest nadal jednym z leków stosunkowo często stosowanych w psychofarmakoterapii.

Psychofarmakoterapia – jest jedną z metod leczenia zaburzeń psychicznych polegającą na podawaniu leków o działaniu psychotropowym. Leki psychotropowe, za pośrednictwem oddziaływania na ośrodkowy układ nerwowy, mają wpływ na stan psychiczny i wywierają wpływ leczniczy. Celem stosowania psychofarmakoterapii może być redukcja objawów zaburzeń psychicznych, doprowadzenie do ustąpienia zaburzeń psychicznych lub zapobieżenie ich ponownemu wystąpieniu. Psychofarmakologia należy do metod leczniczych wykorzystywanych w psychiatrii. Etymologia terminu psychofarmakoterapia: gr. psyche ‘dusza’; phármakon ‘lekarstwo’; therapeía ‘leczenie’.
W psychofarmakoterapii najczęściej wykorzystywane są następujące grupy leków psychotropowych: 
- leki przeciwpsychotyczne (neuroleptyki),
- leki przeciwdepresyjne,
- leki normotymiczne (stabilizujące nastrój),
- leki przeciwlękowe (anksjolityczne, trankwilizujące),
- leki nasenne,
- leki prokognitywne (nootropowe).

Działem medycyny, która zajmuje się działaniem leków psychotropowych, jest psychofarmakologia.